# 地桂
地桂（学名：Chamaedaphne calyculata），为杜鹃花科地桂属下的一个植物种。

## 外部連結
- Flora of China: Chamaedaphne（页面存档备份，存于）
- Natural history of the northwoods: Chamaedaphne（页面存档备份，存于）